# Colt Model 1871-72 .44 Open Top

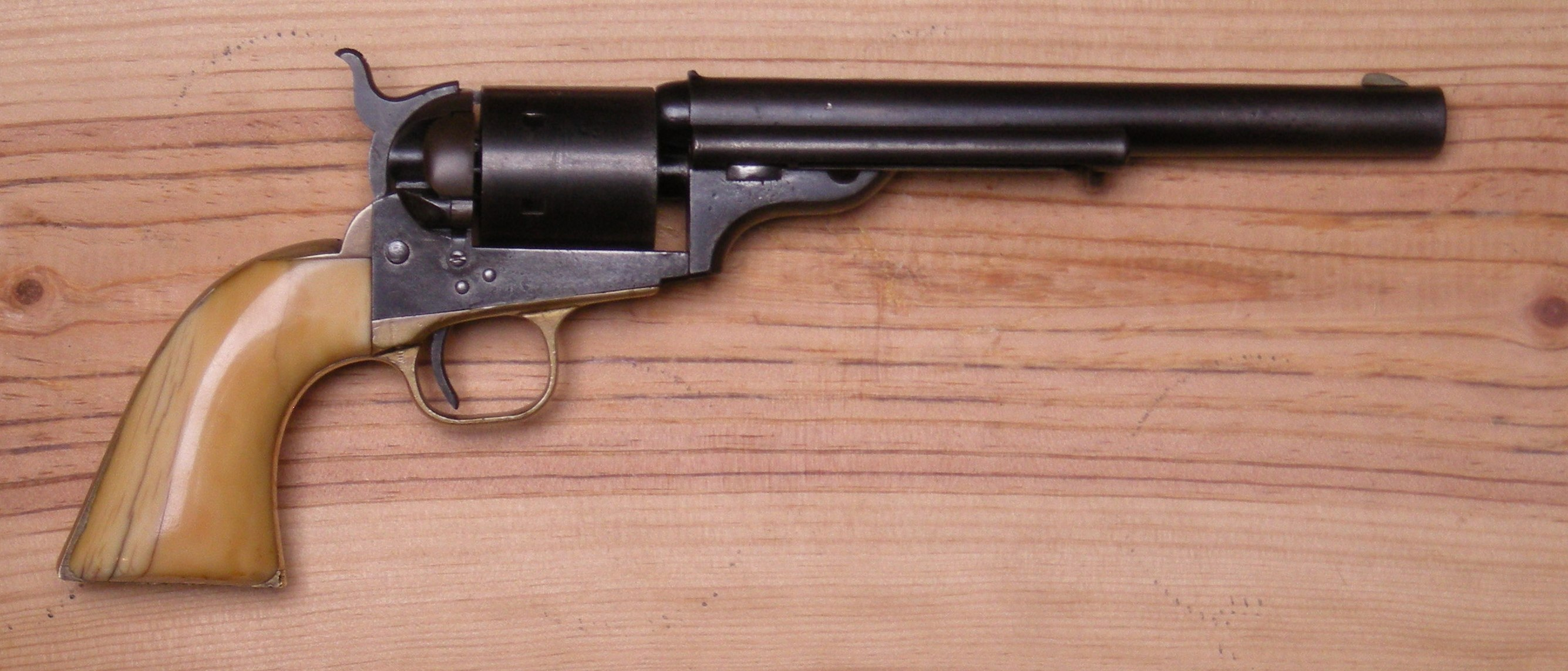
Colt Open Top .44 cal, frühes Modell mit dem kurzen Navy-Griff

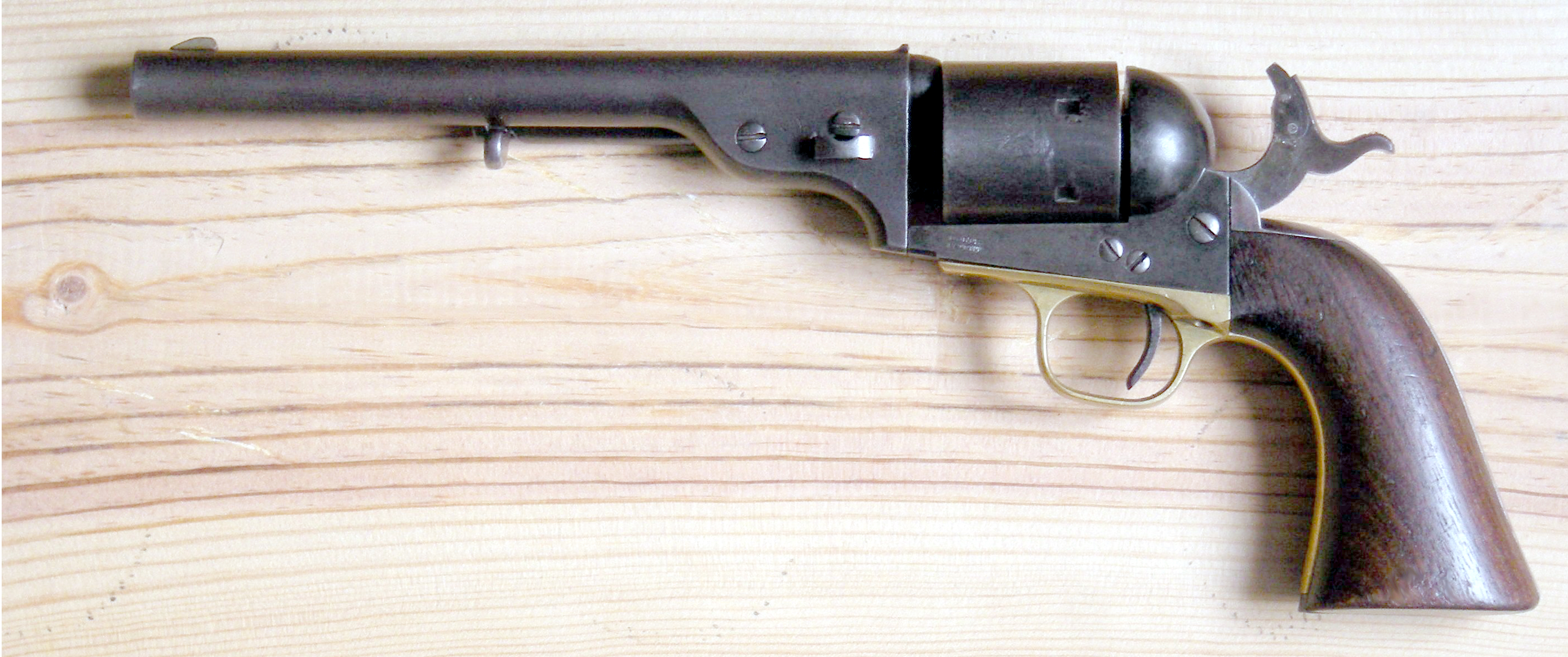
Colt Open Top .44 cal mit dem später verwendeten längeren 1860 Army-Griff

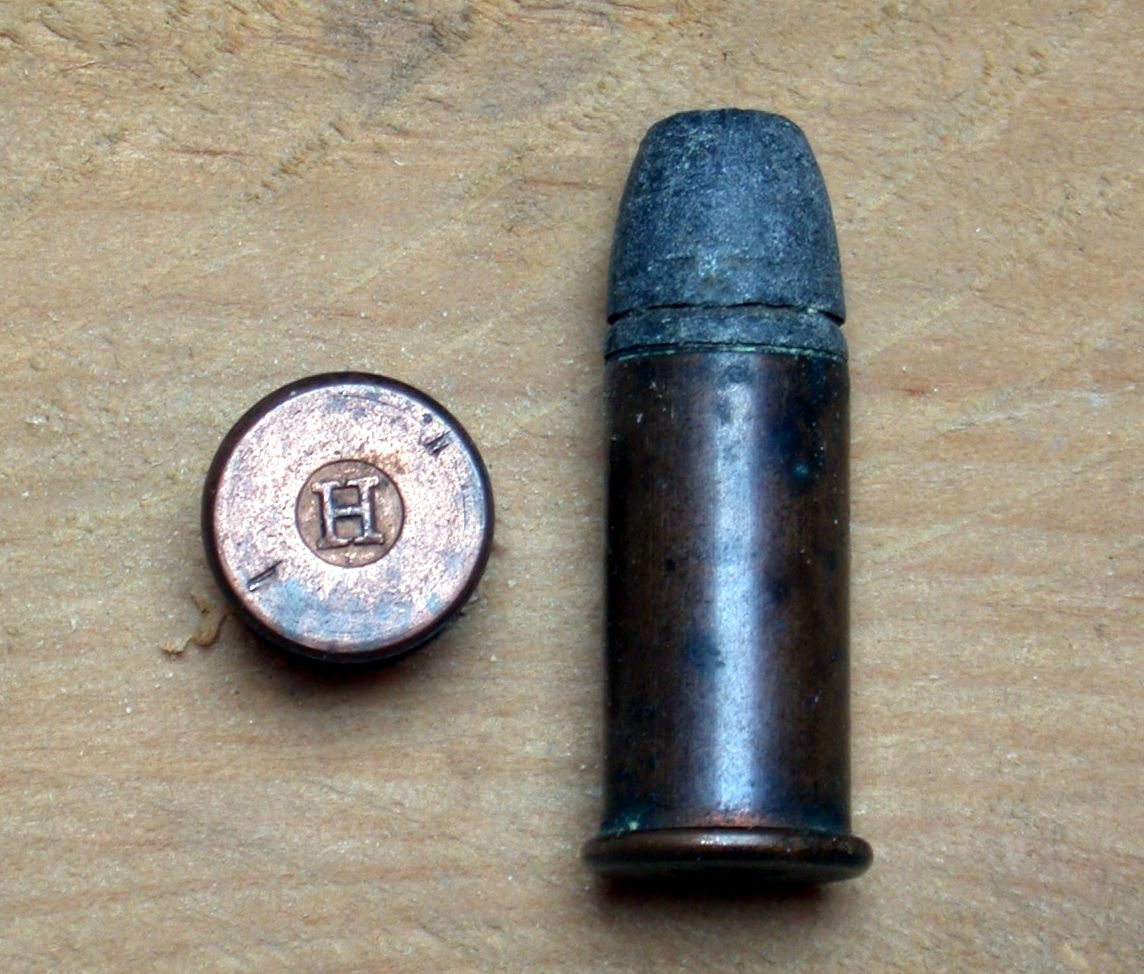
.44 Henry Flat Cartridge

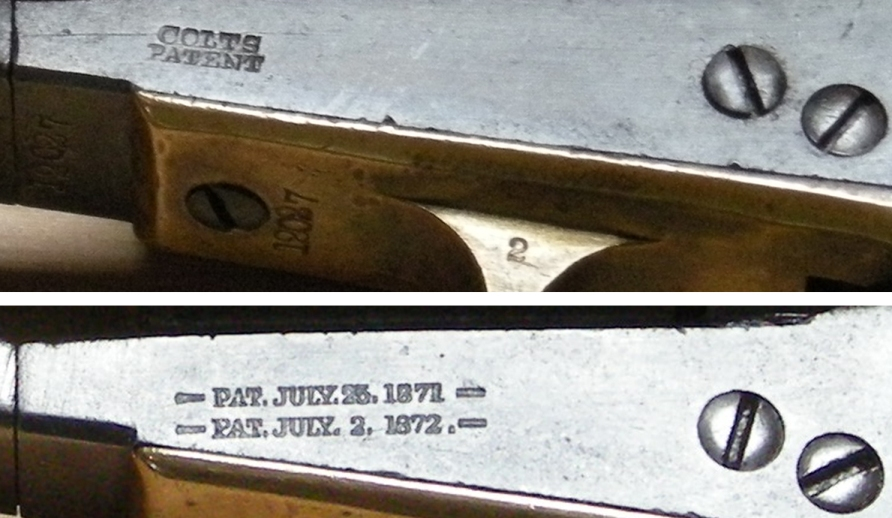
Colts Patent

Der Colt Open Top im Kaliber .44, auch „Model 71/72 44 Open Top Frontier“ war wie die auf Metallpatronen abgeänderten Colt-Perkussionsrevolver ein Zwischenerzeugnis der Colt’s Patent Fire Arms Mfg. Co., um rasch auf dem Markt für Hinterlader-Revolver zu reagieren. Der Colt Open Top wurde bis Ende 1872 hergestellt. Sein Nachfolger war 1873 der Colt Single Action Army.

## Das Rollin White Patent
In den 1850er Jahren entwickelte Rollin White einen Lademechanismus für Revolver. Da Samuel Colt kein Interesse an Whites Mechanismus zeigte, verließ dieser die Firma und ließ seine Entwicklung patentieren. Die Patentzeichnung zeigte eine komplett zylindrisch durchbohrte Trommel. Das Patent wurde am 3. April 1855 für 7 Jahre erteilt und bis April 1869 verlängert, die Firma Smith & Wesson übernahm es und konnte so bereits Ende 1857 einen ersten Revolver für Metallpatronen auf den Markt bringen (vergl. Smith & Wesson No 1).
Alle anderen Waffenhersteller waren zu dieser Zeit noch patentrechtlich gebunden und konnten ihren Kunden nur Revolver mit von vorne zu ladenden Trommeln anbieten. Nachdem Rollin White vergebens eine weitere Verlängerung seines Patents um sieben Jahre beantragt hatte, wurde dieses im April 1869 hinfällig.

## Entwicklung des Colt Open Top .44
Nach dem Auslaufen des Rollin White Patents im April 1869 entwickelte Colt einen zuerst „Army 42“ genannten Revolver, um ihn der U.S. Armee für Testzwecke zur Verfügung zu stellen. Da sich die Armee für die Abänderung der noch in großer Zahl vorhandenen Perkussionsrevolver Colt Army Model 1860 entschied, bot Colt die nun „Open Top Frontier“ genannten Revolver auf dem zivilen Markt an. (Open Top steht für den oben offenen Rahmen). Der Open Top war ein auf der Basis der Colt Model 1851/61 Navy-Vorderlader entwickelter Patronenrevolver. Die ersten Exemplare waren auf dem Rahmen des Navy-Colts aufgebaut und trugen den Schlag COLT's Patent, später wurde das von Sammlern heute genannte „Two July“ Patent aufgeschlagen. Der Open Top hatte einen abnehmbaren Lauf im Kaliber .44. Im Gegensatz zum Navy-Colt ist das Visier nicht am Hahn, sondern hinten am Lauf, Teil desselben. Die ersten 1.000 gefertigten Open Top Revolver hatten noch den kurzen Navy-Griff, später wurde der längere Army-Griff verwendet. Sie unterschieden sich von den Conversion-Modellen durch das Fehlen der zusätzlichen Platte hinter der Trommel. Sie verschossen Randfeuerpatronen im Kaliber .44 Henry, die auch im Henry-Gewehr und seinen Nachfolgern, dem Winchester Model 1866 verschossen wurden. Einerseits war diese veraltete Patrone einer der Gründe für die Ablehnung der Armee, andererseits war der Revolver mit dieser Munition interessant für die Besitzer von Henry-Gewehren und Winchester 1866 - Gewehren und Karabinern.
Da die Armee auch weiterhin kein Interesse am Open Top bekundete, entschied sich Colt für die Entwicklung einer vollständig neuen Waffe mit einem geschlossenen Rahmen, dem Colt Single Action Army. Dieser vom Chefingenieur William Mason entwickelte Revolver wurde nach erfolgreichen Tests zur Ordonnanzwaffe der amerikanischen Armee bestimmt. Gleichzeitig mit der Produktionsaufnahme des Single Action Army im Dezember 1872 wurde die Produktion des Open Top Modells gestoppt; insgesamt wurden etwas weniger als 6.000 dieser Waffen hergestellt.

## Andere frühe Colt-Patronenrevolver
Um den Zug nicht zu verpassen, brachte Colt ab 1870 Colt Conversions, auf Verwendung von Patronen umgebaute Vorderlader auf den Markt. Schon vor 1870 wurde von F. Alexander Thuer, einem Ingenieur bei Colt, ein Revolver entwickelt, der Metallpatronen verschoss, die Thuer Conversion. Bei dieser Waffe wurden die Patronen mit leicht konischen Hülsen allerdings noch von vorne in konische Patronenlager eingesetzt, das Rollin White Patent war nicht verletzt, da sich dieses auf zylindrisch gebohrte Patronenlager bezog.
Später wurden von seinen Ingenieuren Charles.B. Richards und William Mason Systeme zum Umbau von Perkussionsrevolvern auf Hinterladung  entwickelt. Diese heute „Richards-Conversion“ und „Richards-Mason Conversion“ genannten Waffen in den Kalibern .44 und .36 verschossen Rand- oder Zentralfeuerpatronen und wurden zwischen 1872 und 1878 auf den Markt gebracht.
Neben diesen Umbauten brachte Colt zwischen 1871 und 1872 auch neu entwickelte Patronenrevolver, den Colt House 1871 cal .41 und den  Colt Open Top Pocket .22 Revolver auf den Markt.